# Supachai Jaided
Sunpachai Jaided (in thailandese ศุภชัย ใจเด็ด; Pattani, 1º dicembre 1998) è un calciatore thailandese, attaccante del Buriram Utd e della nazionale thailandese.

## Caratteristiche tecniche
È una seconda punta.

## Carriera

### Club
Ha esordito nella prima divisione thailandese nel 2016, all'età di 18 anni, con il Jumpasri United, con cui ha realizzato una rete in 20 presenze; l'anno seguente si è trasferito al Buriram Utd, con cui oltre a vincere un campionato nel 2018 ha anche giocato complessivamente 13 partite nella AFC Champions League.

### Nazionale
Ha giocato nelle nazionali giovanili thailandesi Under-19 ed Under-23.
Ha esordito nella nazionale maggiore thailandese nel 2018; ha poi preso parte alla Coppa d'Asia 2019 ed alla Coppa d'Asia 2023.

## Statistiche

### Cronologia presenze e reti in nazionale
| Cronologia completa delle presenze e delle reti in nazionale ― Thailandia | Cronologia completa delle presenze e delle reti in nazionale ― Thailandia | Cronologia completa delle presenze e delle reti in nazionale ― Thailandia | Cronologia completa delle presenze e delle reti in nazionale ― Thailandia | Cronologia completa delle presenze e delle reti in nazionale ― Thailandia | Cronologia completa delle presenze e delle reti in nazionale ― Thailandia | Cronologia completa delle presenze e delle reti in nazionale ― Thailandia | Cronologia completa delle presenze e delle reti in nazionale ― Thailandia |
| Data                                                                      | Città                                                                     | In casa                                                                   | Risultato                                                                 | Ospiti                                                                    | Competizione                                                              | Reti                                                                      | Note                                                                      |
| ------------------------------------------------------------------------- | ------------------------------------------------------------------------- | ------------------------------------------------------------------------- | ------------------------------------------------------------------------- | ------------------------------------------------------------------------- | ------------------------------------------------------------------------- | ------------------------------------------------------------------------- | ------------------------------------------------------------------------- |
| 06-01-2019                                                                | Abu Dhabi                                                                 | Thailandia                                                                | 1 – 4                                                                     | India                                                                     | Coppa d'Asia 2019 - 1º turno                                              | -                                                                         |                                                                           |
| 10-01-2019                                                                | Dubai                                                                     | Bahrein                                                                   | 0 – 1                                                                     | Thailandia                                                                | Coppa d'Asia 2019 - 1º turno                                              | -                                                                         | 80’                                                                       |
| 14-01-2019                                                                | al-'Ayn                                                                   | Emirati Arabi Uniti                                                       | 1 – 1                                                                     | Thailandia                                                                | Coppa d'Asia 2019 - 1º turno                                              | -                                                                         | 64’                                                                       |
| 20-01-2019                                                                | al-'Ayn                                                                   | Thailandia                                                                | 1 – 2                                                                     | Cina                                                                      | Coppa d'Asia 2019 - Ottavi di finale                                      | 1                                                                         | 45’ 63’                                                                   |
| Totale                                                                    |                                                                           | Presenze                                                                  | 4                                                                         |                                                                           | Reti                                                                      | 1                                                                         |                                                                           |

## Palmarès

### Club

#### Competizioni nazionali
- Thai League: 6

Buriram United: 2017, 2018, 2021-2022, 2022-2023, 2023-2024, 2024-2025
- Thai FA Cup: 3

Buriram United: 2021-2022, 2022-2023, 2024-2025
- Thai League Cup: 2

Buriram United: 2021-2022, 2022-2023